# Want to Want Me
"Want to Want Me" là một bài hát của nghệ sĩ thu âm người Mỹ Jason Derulo nằm trong album phòng thu thứ tư của anh, Everything Is 4 (2015). Nó được phát hành vào ngày 9 tháng 3 năm 2015 như là đĩa đơn đầu tiên trích từ album bởi Warner Bros. Records. Bài hát được đồng viết lời bởi Derulo, Samuel Denison Martin, Lindy Robbins, Mitch Allan với nhà sản xuất nó Ian Kirkpatrick, người cũng tham gia quá trình sáng tác cho hai tác phẩm khác từ Everything Is 4 là "Cheyenne" và "Love Me Down". "Want to Want Me" là một bản pop và disco mang nội dung đề cập đến một người đàn ông luôn bị ám ảnh bởi người bạn gái khi anh thức dậy vào ban đêm, và sự ám ảnh khiến anh quyết định rời khỏi nhà để đến với cô. Ban đầu, bài hát được dự định sẽ do Chris Brown thể hiện cho album phòng thu thứ sáu của anh X (2014) nhưng nam ca sĩ đã từ chối bài hát sau khi cảm thấy không phù hợp với album, và nó cũng từng được Olly Murs mong muốn sử dụng, trước khi được Derulo thu âm.
Sau khi phát hành, "Want to Want Me" nhận được những phản ứng tích cực từ các nhà phê bình âm nhạc, trong đó họ đánh giá cao giai điệu bắt tai, chất giọng của Derulo cũng như quá trình sản xuất mang hơi hướng thập niên 1980 của nó, đồng thời gọi đây là một trong những điểm nhấn nổi bật nhất từ Everything Is 4. Ngoài ra, bài hát còn gặt hái nhiều giải thưởng và đề cử tại những lễ trao giải lớn, bao gồm một đề cử tại giải thưởng âm nhạc BBC năm 2015 cho Bài hát của năm. "Want to Want Me" cũng tiếp nhận những thành công lớn về mặt thương mại, đứng đầu các bảng xếp hạng ở Áo và Vương quốc Anh, nơi Derulo đạt được đĩa đơn quán quân thứ tư trong sự nghiệp, đồng thời lọt vào top 10 ở nhiều quốc gia trên thế giới, bao gồm vươn đến top 5 ở những thị trường lớn Úc, Canada, Đan Mạch, Đức, Ireland, New Zealand, Ba Lan và Thụy Sĩ. Tại Hoa Kỳ, nó đạt vị trí thứ năm trên bảng xếp hạng Billboard Hot 100, trở thành đĩa đơn thứ năm của nam ca sĩ vươn đến top 5 tại đây.
Video ca nhạc cho "Want to Want Me" được đạo diễn bởi Colin Tilley, trong đó bao gồm những cảnh Derulo bồn chồn bắt một chiếc taxi đến nhà người yêu vào giữa đêm và cả hai trải qua một đêm ân ái với nhau, xen kẽ với những cảnh anh hát và nhảy trên một sân khấu. Để quảng bá bài hát, nam ca sĩ đã trình diễn nó trên nhiều chương trình truyền hình và lễ trao giải lớn, bao gồm American Idol, The Ellen DeGeneres Show, The Tonight Show Starring Jimmy Fallon, The X Factor UK, giải thưởng âm nhạc iHeartRadio năm 2015, giải Âm nhạc châu Âu của MTV năm 2015 và giải Sự lựa chọn của công chúng lần thứ 42, cũng như trong nhiều chuyến lưu diễn của anh. Kể từ khi phát hành, "Want to Want Me" đã được hát lại và sử dụng làm nhạc mẫu bởi nhiều nghệ sĩ, như Taylor Swift, Luke Bryan, Katharine McPhee, Little Mix, Boyce Avenue, Bazzi và Andie Case. Tính đến nay, nó đã bán được hơn 9 triệu bản trên toàn cầu, trở thành một trong những đĩa đơn bán chạy nhất mọi thời đại.

## Danh sách bài hát
- Tải kĩ thuật số[3]

1. "Want to Want Me" – 3:27

- Tải kĩ thuật số – Westfunk phối lại[4]

1. "Want to Want Me" (Westfunk phối lại) – 3:13

- Đĩa CD[5]

1. "Want to Want Me" – 3:27
2. "Want to Want Me" (không lời) – 3:27

## Xếp hạng
| Bảng xếp hạng (2015-16)                   | Vị trí cao nhất |
| ----------------------------------------- | --------------- |
| Úc (ARIA)                                 | 4               |
| Áo (Ö3 Austria Top 40)                    | 1               |
| Bỉ (Ultratop 50 Flanders)                 | 18              |
| Bỉ (Ultratop 50 Wallonia)                 | 17              |
| Canada (Canadian Hot 100)                 | 5               |
| Canada AC (Billboard)                     | 4               |
| Canada CHR/Top 40 (Billboard)             | 2               |
| Canada Hot AC (Billboard)                 | 4               |
| Cộng hòa Séc (Rádio Top 100)              | 2               |
| Cộng hòa Séc (Singles Digitál Top 100)    | 9               |
| Đan Mạch (Tracklisten)                    | 5               |
| Châu Âu Digital Song Sales (Billboard)    | 1               |
| Phần Lan (Suomen virallinen lista)        | 17              |
| Pháp (SNEP)                               | 6               |
| Đức (Official German Charts)              | 2               |
| Hungary (Rádiós Top 40)                   | 39              |
| Hungary (Single Top 40)                   | 14              |
| Ireland (IRMA)                            | 3               |
| Ý (FIMI)                                  | 8               |
| Israel (Media Forest)                     | 1               |
| Hà Lan (Dutch Top 40)                     | 6               |
| Hà Lan (Single Top 100)                   | 7               |
| New Zealand (Recorded Music NZ)           | 3               |
| Na Uy (VG-lista)                          | 16              |
| Ba Lan (Polish Airplay Top 100)           | 4               |
| Scotland (OCC)                            | 1               |
| Slovakia (Singles Digitál Top 100)        | 9               |
| Slovenia (SloTop50)                       | 2               |
| Nam Phi (EMA)                             | 1               |
| Hàn Quốc (Gaon International Singles)     | 18              |
| Tây Ban Nha (PROMUSICAE)                  | 6               |
| Thụy Điển (Sverigetopplistan)             | 13              |
| Thụy Sĩ (Schweizer Hitparade)             | 3               |
| Anh Quốc (OCC)                            | 1               |
| Hoa Kỳ Billboard Hot 100                  | 5               |
| Hoa Kỳ Adult Contemporary (Billboard)     | 8               |
| Hoa Kỳ Adult Pop Airplay (Billboard)      | 3               |
| Hoa Kỳ Dance/Mix Show Airplay (Billboard) | 1               |
| Hoa Kỳ Dance Club Songs (Billboard)       | 24              |
| Hoa Kỳ Pop Airplay (Billboard)            | 1               |
| Hoa Kỳ Rhythmic (Billboard)               | 4               |

| Bảng xếp hạng (2015)                     | Vị trí |
| ---------------------------------------- | ------ |
| Australia (ARIA)                         | 24     |
| Austria (Ö3 Austria Top 40)              | 13     |
| Belgium (Ultratop 50 Flanders)           | 60     |
| Belgium (Ultratop 50 Wallonia)           | 51     |
| Canada (Canadian Hot 100)                | 12     |
| Denmark (Tracklisten)                    | 13     |
| France (SNEP)                            | 24     |
| Germany (Official German Charts)         | 16     |
| Hungary (Single Top 10)                  | 53     |
| Hungary (Stream Top 10)                  | 30     |
| Ireland (IRMA)                           | 20     |
| Israel (Media Forest)                    | 3      |
| Italy (FIMI)                             | 15     |
| Netherlands (Dutch Top 40)               | 21     |
| Netherlands (Single Top 100)             | 24     |
| New Zealand (Recorded Music NZ)          | 15     |
| Poland (ZPAV)                            | 7      |
| Romania (Romanian Chart Top 100)         | 42     |
| Russia Airplay (Tophit)                  | 110    |
| Slovenia (SloTop50)                      | 20     |
| South Korea (Gaon International Singles) | 70     |
| Spain (PROMUSICAE)                       | 11     |
| Sweden (Sverigetopplistan)               | 27     |
| Switzerland (Schweizer Hitparade)        | 13     |
| UK Singles (Official Charts Company)     | 16     |
| US Billboard Hot 100                     | 17     |
| US Adult Contemporary (Billboard)        | 18     |
| US Adult Top 40 (Billboard)              | 12     |
| US Dance/Mix Show Airplay (Billboard)    | 14     |
| US Pop Songs (Billboard)                 | 11     |
| US Rhythmic (Billboard)                  | 21     |
| Worldwide (IPFI)                         | 10     |
| Bảng xếp hạng (2016)                     | Vị trí |
| Argentina (Monitor Latino)               | 67     |
| Brazil (Billboard Brasil Hot 100)        | 23     |
| France (SNEP)                            | 175    |
| South Korea (Gaon International Singles) | 71     |
| US Adult Contemporary (Billboard)        | 23     |

| Bảng xếp hạng                        | Vị trí |
| ------------------------------------ | ------ |
| UK Singles (Official Charts Company) | 170    |

## Chứng nhận
| Quốc gia | Chứng nhận  | Số đơn vị/doanh số chứng nhận |
| --- | ----------- | ----------------------------- |
| Úc (ARIA) | 2× Bạch kim | 140.000^                      |
| Áo (IFPI Áo) | Vàng        | 15.000‡                       |
| Bỉ (BEA) | Vàng        | 15.000*                       |
| Canada (Music Canada) | 5× Bạch kim | 0‡                            |
| Đan Mạch (IFPI Đan Mạch) | 2× Bạch kim | 120.000^                      |
| Pháp (SNEP) | Vàng        | 75.000*                       |
| Đức (BVMI) | 3× Vàng     | 450.000‡                      |
| Ý (FIMI) | 3× Bạch kim | 0‡                            |
| México (AMPROFON) | Vàng        | 30.000*                       |
| New Zealand (RMNZ) | Bạch kim    | 15.000*                       |
| Na Uy (IFPI) | 2× Bạch kim | 80.000‡                       |
| Hàn Quốc (Gaon Chart) | —           | 265,614                       |
| Tây Ban Nha (PROMUSICAE) | 2× Bạch kim | 80.000‡                       |
| Thụy Điển (GLF) | 3× Bạch kim | 60.000‡                       |
| Thụy Sĩ (IFPI) | Bạch kim    | 30.000‡                       |
| Anh Quốc (BPI) | 2× Bạch kim | 1.200.000‡                    |
| Hoa Kỳ (RIAA) | 3× Bạch kim | 3.000.000‡                    |
| * Chứng nhận dựa theo doanh số tiêu thụ. ^ Chứng nhận dựa theo doanh số nhập hàng. ‡ Chứng nhận dựa theo doanh số tiêu thụ và phát trực tuyến. |             |                               |